# Ivan Runje
Ivan Runje (ur. 9 października 1990 w Splicie) – chorwacki piłkarz, występujący na pozycji obrońcy. Wychowanek Hajduka Split, w swojej karierze grał także w takich zespołach jak NK Mosor, Nordsjælland, Omonia oraz Jagiellonia Białystok. Reprezentant Chorwacji do lat 21.

## Sukcesy

### FC Nordsjælland
- Mistrzostwa Danii (1): 2011/12

### Jagiellonia Białystok
- Wicemistrzostwo Polski (1): 2016/17